# Кабардинский округ
Кабардинский округ — административно-территориальная единица Терской области Российской империи, существовавшая в 1860—1870 годах.

## Географическое положение
Располагался в центральной части Северного Кавказа в районе бассейна рек Терек, Баксан, Чегем, Черек, Урух и Малка, охватывал большую часть территории современной Кабардино-Балкарской Республики Российской Федерации, кроме её северной части. В состав округа входили три исторические области: Большая Кабарда, Малая Кабарда и Балкария.
Границы: на севере со Ставропольской губернией, на востоке с Осетинским округом, на северо-востоке с Ингушским округом, на юге по Кавказскому хребту с Тифлисской губернией, на западе с Кубанской областью.

## История
Образован в 1860 году. В 1860 году вся территория Северного Кавказа была поделена на Ставропольскую, Кубанскую, Терскую и Дагестанскую области. Терская область состояла из 8 округов: Кабардинского, Осетинского, Ингушского, Аргунского, Чеченского, Ичкеринского и Кумыкского.
Административным центром Кабардинского округа было укрепление Нальчик.
В 1870 году Кабардинский округ вместе с казачьими станицами за Малкой и Тереком был объединён в один Георгиевский округ, который охватывал обширную территорию от Пятигорья до Кавказских гор.

## Население
Основное население округа составляли кабардинцы, проживавшие в равнинных землях, и балкарцы, населявшие предгорные и горные территории, а также небольшие общины русских-казаков, осетин, греков, немцев, грузин, армян, ногайцев.

## Административное деление
В административном отношении изначально в 1862 году округ делился на 4 участка.
- Баксанский — центр укр. Нальчик. Население на 1868 год — 21 705 человек[6].
- Малокабардинский — центр с. Муртазово. Население на 1868 год — 10 335 человек .
- Черекский — центр пост. Черекский. Население на 1868 год — 12 029 человек.
- Горский — центр укр. Нальчик. Население на 1868 год — 10 155 человек.